# 下井草
下井草（日语：／ Shimo-igusa */?）是東京都杉並區的地名。現行行政地名為下井草一丁目至五丁目。已實施住居表示。2013年（平成25年）10月1日為止的人口有17,651人。郵遞區號為167-0022。

## 地理
位於杉並區北部。北至西武新宿線，西至環八通，南至早稻田通，東至中杉通。由東向西分別為二丁目至五丁目，東南部為一丁目。北鄰井草，西鄰上井草，南鄰清水、本天沼，東南鄰阿佐谷北。東北鄰中野區白鷺。妙正寺川為一丁目與二丁目的邊界。地域西部有妙正寺川支流的井草川，現已暗渠化。町內以住宅區為主。屬荻窪警察署轄區。

## 歷史

### 江戶時代
江戸時代屬多摩郡下井草村。江戶時代初期，井草村分為上井草、下井草兩村。
但是，江戶時代的「下井草村」範圍與現在的「下井草」範圍不同。過去的「下井草村」範圍包括現在的下井草大部分（二丁目至五丁目）、清水、井草、上井草東部（一丁目至二丁目）。現在的下井草一丁目在江戶時代屬天沼村。

### 近代
1889年施行町村制，上井草村、下井草村、上荻窪村、下荻窪村合併為東多摩郡井荻村（東多摩郡在1896年編入豐多摩郡）。「井荻」是由井草的「井」與荻窪的「荻」組合而成的新地名。此外，天沼村編入杉並村。
杉並村於1924年施行町制，為杉並町。井荻村於1926年施行町制，為井荻町。
1927年，川越鐵道村山線（現西武鐵道新宿線）開通，下井草站、井荻站開業。
1932年，豐多摩郡杉並町、井荻町編入東京市杉並區。1963年實施住居表示，過去的下井草町與向井町等各一部分地區合併為現行的下井草一丁目至五丁目。

### 舊町名
- 下井草一丁目－向井町、（舊）天沼三丁目
- 下井草二丁目－向井町、下井草町
- 下井草三丁目－向井町、下井草町
- 下井草四丁目－向井町、下井草町、中瀨町
- 下井草五丁目－神戶町、住吉町

## 交通
町內有西武新宿線下井草站（二丁目）與井荻站（五丁目）。町域東部可利用阿佐谷站、鷺宮站，町域中部可利用下井草站，町域西部可利用井荻站。
- 西武新宿線 下井草站、井荻站
- 東京都道311號環狀八號線（環八通）

## 設施
- 杉並區立東原中學校
- 杉並區立中瀨中學校
- 杉並區立桃井第五小學校
- 下井草東部自治會館
- 下井草保育園
- 中瀨保育園
- 千鳥（ちどり）幼稚園
- 中瀨幼稚園
- 杉並區立下井草圖書館
- 東原兒童館
- 杉並下井草郵便局
- 下井草南郵便局
- JA東京花卉西部荻窪園藝地方批發市場
- UNIQLO杉並下井草店
- 吉野家下井草站前店
- Doutor Coffee（ドトールコーヒー）下井草店
- 西友下井草店
- 麥當勞下井草店
- TIPNESS（ティップネス）下井草店
- 大丸Peacock（大丸ピーコック）井荻店

## 備註
1. ↑  .   [2013-10-22]. （原始内容存档于2013-10-22）.
2. ↑  竹内誠編『東京の地名由来辞典』（東京堂出版）

## 外部連結
- THE下井草（页面存档备份，存于）（地域情報網站）